# Kambuza
Kambuza -  ang. caboose - je severnoameriška oznaka za vagon na zadnjem delu tovornega vlaka. V njem so prostori za posadko in druge železniške delavce ter prostor, navadno montiran na vrhu vagona, s katerega ima zavirač dober pregled nad celim vlakom.
Kambuze so bile popularne v času parnih lokomotiv, danes se skoraj ne uporabljajo več. Zamenjala jih je naprava za ugotavljanje pritiska zavor in zaviranje vlaka.
Drugod po svetu se za podobne namene uporabljajo zavorni ali službeni vagoni.